# Mistrzostwa Polski w piłce nożnej plażowej mężczyzn 2015
Mistrzostwa Polski w piłce nożnej plażowej mężczyzn 2015 – 13. sezon mistrzostw Polski w piłce nożnej plażowej (4. sezon w dwufazowym formacie - faza zasadnicza oraz faza play-off) organizowany przez PZPN. Tytuł zdobył Grembach Łódź.
Pierwszą bramkę rozgrywek zdobył w 1. minucie meczu Futsal & Beach Soccer Kolbudy – Boca Gdańsk zawodnik gości Tomasz Poźniak (mecz zakończył się wynikiem 4:5).

## System rozgrywek
Rozgrywki Mistrzostw Polski obejmują dwie fazy:
- Faza zasadnicza (Ekstraklasa) – rozegrano 6 kolejek spotkań
- Faza play-off (Turniej finałowy Mistrzostw Polski) – o tytuł Mistrza Polski grają zespoły, które po zakończeniu fazy zasadniczej rozgrywek zajęły w tabeli miejsca 1-6. Następuje podział na dwie grupy po trzy zespoły po czym czołowa dwójka z każdej z grup awansowała do półfinałów.

Podczas turnieju finałowego występuje także dodatkowa faza eliminacyjna play-off (Turniej barażowy) - dwie ostatnie drużyny grają baraż o utrzymanie w Ekstraklasie. Ich przeciwnikami są najlepsze drużyny I ligi (po dwie najlepsze drużyny z obydwóch grup).

## Gospodarze boisk
| Miasto | Turniej                | Zdjęcie |
| ------ | ---------------------- | ------- |
| Gdańsk | I turniej Ekstraklasy  |         |
| Gdynia | II turniej Ekstraklasy | -       |
| Ustka  | Turniej finałowy       | -       |

## Drużyny
| Uczestnicy Ekstraklasy 2014                                                                                   | Uczestnicy Ekstraklasy 2014   | Uczestnicy Ekstraklasy 2014 | Uczestnicy Ekstraklasy 2014 |
| --- | ----------------------------- | --------------------------- | --------------------------- |
| KPŁ | KP Łódź                       | 1                           |                             |
| HEM | Hemako Sztutowo               | 2                           |                             |
| GRE | Grembach Łódź                 | 3                           |                             |
| FBS | Futsal & Beach Soccer Kolbudy | 4                           |                             |
| BOC | Boca Gdańsk                   | 5                           |                             |
| SŁU | Team Słupsk                   | 6                           |                             |
| ZDR | Vita Sport Zdrowie Garwolin   | 7                           |                             |
| Awans z I ligi 2014                                                                                           |                               |                             |                             |
| TON | Tonio Team Sosnowiec          | 2                           |                             |
| Oznaczenia: - kolumna pierwsza – skróty nazw drużyn, - kolumna trzecia – miejsce zajęte w poprzednim sezonie. |                               |                             |                             |

## Wyniki

### Runda zasadnicza
| Miejsce | Drużyna                         | Mecze | Punkty | Zwyc. | Zw.pd. | Zw.pk. | Por. | Bramki |
| ------- | ------------------------------- | ----- | ------ | ----- | ------ | ------ | ---- | ------ |
| 1.      | Grembach Łódź                   | 6     | 16     | 5     | 0      | 1      | 0    | 46-15  |
| 2.      | KP Łódź                         | 6     | 13     | 4     | 0      | 1      | 1    | 26–13  |
| 3.      | Hemako Sztutowo                 | 6     | 12     | 4     | 0      | 0      | 2    | 25–21  |
| 4.      | Boca Gdańsk                     | 6     | 9      | 3     | 0      | 0      | 3    | 26-31  |
| 5.      | Futsal & Beach Soccer Kolbudy   | 6     | 9      | 3     | 0      | 0      | 3    | 28-19  |
| 6.      | Vita Sport Zdrowie Garwolin     | 6     | 4      | 1     | 0      | 1      | 4    | 25-40  |
| 7.      | WIMA Sea Lions Team Słupsk      | 6     | 3      | 1     | 0      | 0      | 5    | 21-36  |
| 8.      | Detailking Tonio Team Sosnowiec | 6     | 0      | 0     | 0      | 0      | 6    | 16-38  |

## Finał Mistrzostw Polski 2015

### Klasyfikacja końcowa
| Lp. | Zespół                        |
| --- | ----------------------------- |
| 1.  | Grembach Łódź                 |
| 2.  | Hemako Sztutowo               |
| 3.  | Boca Gdańsk                   |
| 4.  | KP Łódź                       |
| 5.  | Futsal & Beach Soccer Kolbudy |
| 6.  | Vita Sport Zdrowie Garwolin   |

### Nagrody indywidualne
Źródło:
- Najlepszy zawodnik: Paweł Friszkemut (Hemako Sztutowo)
- Najlepszy bramkarz: Maciej Marciniak Grembach Łódź)
- Najlepszy strzelec: Igor Rangel (Grembach Łódź)
- Nagroda publiczności: Vinicius Guedes (Grembach Łódź)

## Awans i spadek
W Ekstraklasie po turnieju barażowym utrzymały się drużyny Detailking Tonio Sosnowiec oraz WIMA Sea Lions Team Słupsk.